# Wells Fargo Center
El Wells Fargo Center (antigament conegut com a CoreStates Center, First Union Center i Wachovia Center, i anomenat pels aficionats com The Big House, The Wack, The F.O. Center i The Loud House) és un pavelló esportiu situat a Filadèlfia, Pennsilvània, Estats Units. Juguen allà com local els Philadelphia 76ers de l'NBA, els Philadelphia Flyers de l'NHL, Philadelphia Wings de l'NLL i Philadelphia Soul de l'AFL.
La capacitat oficial per a partits de bàsquet és de 21.600 espectadors, per a hoquei 19.519. El complex inclou 126 llotges de luxe i 1.880 seients VIP.

## Història
El pavelló va ser inaugurat el 31 d'agost de 1996 on abans va estar el John F. Kennedy Stadium, i va tenir un cost de 210 milions de dòlars, encara que va ser finançat tant per empreses privades com per la ciutat de Filadèlfia com per l'estat de Pennsilvània. El pavelló està inclòs en el complex esportiu South Philadelphia que inclou el Lincoln Financial Field, Citizens Bank Park, i l'anterior pavelló, The Spectrum.
Entre 1996 i 1998 el pavelló va ser anomenat CoreStates Center pel contracte que tenia amb CoreStates Bank, que va acceptar pagar 40 milions en 21 anys per a tenir els drets del nom del pavelló amb la condició d'estar 8 anys més allí una vegada finalitzat el contracte. El 1998 es va produir una unió entre CoreStates Bank i First Union Bank pel qual el pavelló va dur des de 1998 a 2003 el nom First Union Center, anomenat com F.O. Center pels afeccionats, i a causa d'això el recinte va ser rebatejat com a First Union National Center, al que alguns esportistes, com el cas de Brantt Myhres, jugador de Philadelphia Flyers, digués que el nom sonava com un circ. En el F.O. Center els Sixers van jugar la seva primera final en l'NBA enfront de Los Angeles Lakers.
En 2003 First Union es va unir amb Wachovia Bank, que és l'entitat que dona nom a l'actual pavelló.
A causa del lockout de la NHL en la 2004-05, els Philadelphia Phantoms equip afiliat als Flyers de la NHL, van haver de jugar els seus partits en el Wachovia Center, ja que el gel del seu pavelló, el Wachovia Spectrum, estava inhabilitat.
El pavelló va registrar un record d'assistència en un partit universitari en febrer de 2006 en un partit que va enfrontar a Villanova i UConn.
Alguns dels grans concerts que ha organitzat el Wachovia han estat el de Guns N' Roses el 6 de desembre de 2002 o Billy Joel. En el que a WWE es refereix, el 10 de gener de 2006, Dave Batista va haver de lliurar el seu regnat de pesos pesants a causa d'una lesió.
L'1 d'agost de 2006, Comcast-Spectacor va anunciar que instal·laria un nou videomarcador central, reemplaçant l'antic de Daktronics.